# Sakalovci
Sakalovci (madžarsko Szakonyfalu, nemško Eckersdorf) so naselje na Madžarskem, ki spada v občino Monošter. Ležijo nekaj kilometrov od meje s Slovenijo.